# NARC
NARC — компьютерная игра в жанре 3D-шутер, разработанная VIS Entertainment и Point of View. Игра была выпущена для PlayStation 2, Xbox и PC. Планировалась версия для GameCube, но позже была отменена. Издателем игры является Midway Games. Издателем игры на PC в России выступила компания «Новый Диск».

## Отзывы
| Сводный рейтинг       | Сводный рейтинг              |
| Агрегатор             | Оценка                       |
| --------------------- | ---------------------------- |
| GameRankings          | (PS2) 49,66 % (Xbox) 52,74 % |
| Metacritic            | (PS2) 50/100 (Xbox) 51/100   |
| Иноязычные издания    |                              |
| Издание               | Оценка                       |
| GameSpot              | 5,6/10                       |
| GameSpy               | 1,5/5                        |
| IGN                   | 6,5/10                       |
| Русскоязычные издания |                              |
| Издание               | Оценка                       |
| Absolute Games        | 37 %                         |
| «Игромания»           | 4,5/10                       |
| «Страна игр»          | 60 %                         |

Игра получила смешанные отзывы от критиков.